# Pneumatopteris boridensis
Pneumatopteris boridensis är en kärrbräkenväxtart som beskrevs av Holtt. Pneumatopteris boridensis ingår i släktet Pneumatopteris och familjen Thelypteridaceae. Inga underarter finns listade.